# Ángel Melogno
Ángel Melogno (Salto, 1905. március 22. – Montevideo, 1945. március 27.) olimpiai és világbajnok uruguayi válogatott labdarúgó.
Az uruguayi válogatott tagjaként részt vett az 1930-as világbajnokságon és az 1928. évi nyári olimpiai játékokon.

## Sikerei, díjai
Uruguay
- Világbajnok (1): 1930
- Olimpiai bajnok (1): 1928

## Külső hivatkozások
- Statisztika az RSSSF.com honlapján
- Világbajnok keretek az RSSSF.com honlapján
- Ángel Melogno a FIFA.com honlapján Archiválva 2015. január 31-i dátummal a Wayback Machine-ben